# Булгак, Владимир Борисович
Владимир Борисович Булгак (р. 9 мая 1941 года, Москва) — российский государственный деятель.

## Образование
- 1963 год — окончил Московский электротехнический институт связи по специальности инженер радиосвязи.
- 1972 год — окончил Институт управления народным хозяйством ГКНТ СССР.
- Кандидат технических наук, доктор экономических наук, профессор.

## Биография
- 1963 — механик кафедры радиосистем и радиоприборов Московского электротехнического института связи.
- 1963—1968 — на работе в ВЛКСМ: инструктор Московского горкома ВЛКСМ, заместитель секретаря, секретарь отраслевого комитета ВЛКСМ московских предприятий и организаций связи.
- 1968—1982 — работал в системе Московской городской радиотрансляционной сети (МГРС): главный инженер 5-го радиотрансляционного узла, главный инженер эксплуатационно-технической конторы зарубежных работ, заместитель начальника дирекции.
- 1982—1983 — начальник МГРС.
- 1983—1988 — начальник Главного планово-финансового управления Министерства связи СССР.
- 1988—1990 — начальник Главного управления экономики эксплуатации связи Министерства связи СССР.
- С июля 1990 года — министр РСФСР по связи, информатике и космосу.
- С 15 ноября 1991 года по 17 марта 1997 года — министр связи Российской Федерации.
- С 17 марта 1997 года по 23 марта 1998 года — заместитель Председателя Правительства Российской Федерации по научной сфере и высоким технологиям.
- С 30 апреля по 25 сентября 1998 года — министр науки и технологий Российской Федерации.
- С 18 сентября 1998 года по 12 мая 1999 года — заместитель Председателя Правительства Российской Федерации по промышленности и связи.
- С июля 1999 года по июнь 2000 года — председатель совета директоров холдинга «Связьинвест».
- В 1999—2003 годах — председатель совета директоров группы компаний «Коминком-Комбеллга».
- С мая 1999 года по 2003 год председатель совета директоров страховой группы «НАСТА».
- С 2000 года — главный редактор журнала «Вестник связи International».
- С 2003 года — главный научный советник президента ОАО «Телеком»

Автор свыше свыше 150 научных трудов и публикаций.

## Награды
- Орден «За заслуги перед Отечеством» III степени (17 февраля 1995) — за большой личный вклад в реализацию экономических реформ и успешное решение комплексной программы развития связи[2]
- Орден Александра Невского (10 сентября 2021) — за достигнутые трудовые успехи и многолетнюю добросовестную работу[3]
- Орден Почёта (1 июля 1999) — за многолетнюю добросовестную работу[4]
- Орден Трудового Красного Знамени (1986)
- Орден Дружбы народов (1980)
- Орден «Знак Почёта» (1974)
- Заслуженный связист Российской Федерации (8 апреля 1993) — за заслуги в области связи и ввод в эксплуатацию первого в Российской Федерации комплекса международной телефонной связи[5]
- Государственная премия Российской Федерации 1999 года в области науки и техники (29 сентября 1999) — за работы, выполненные по оборонной тематике[6]
- Премия Правительства Российской Федерации в области науки и техники (1998)
- Благодарность Президента Российской Федерации (14 августа 1995) — за активное участие в подготовке и проведении празднования 50-летия Победы в Великой Отечественной войне 1941-1945 годов[7]
- Благодарность Президента Российской Федерации (17 июля 1996) — за активное участие в организации и проведении выборной кампании Президента Российской Федерации в 1996 году[8]
- Благодарность Президента Российской Федерации (18 апреля 2001) — за заслуги в области связи и информатизации, многолетнюю добросовестную работу [9]
- Грамота Содружества Независимых Государств (30 ноября 2001) — за активную работу по укреплению и развитию Содружества Независимых Государств[10]